# Будаки (маяк)
Маяк Будаки — маяк на березі Чорного моря в Білгород-Дністровському районі Одеської області України. Забезпечує безпечну навігацію на підходах до порту Білгорода-Дністровського. Один з найстаріших маяків України.

## Опис
Маяк Будаки встановлено на стрімкому березі за 8,8 миль на північний схід від мису Бурнас.
Маяк згадується у лоціях з 1851 року. Побудований біля селища Будаки (з 1945 року — Курортне), яке  розташоване на території сучасного Білгород-Дністровського району. 
1 жовтня 1942 року під час Другої світової війни німецький суховантаж «Зальцбург», на борту якого перебували 2300 радянських військовополонених, атакував підводний човен СРСР. Більшість військовополонених загинули. Трагедія відбулася у безпосередній близькості до маяка Будаки. Зараз під водою на залишках судна є меморіальна дошка жертвам «Зальцбургу».
У 1960 році замість дерев'яних конструкцій на споруді встановили металеву башту зі щитами. До 1986 року башта була навігаційним знаком. У 1986 році її відремонтували та встановили на ній новий світлооптичний прилад, в результаті чого дальність видимості вогню досягла 17 миль. Це дало можливість навігаційному знаку отримати статус маяка.